# Yumi, Yumi, Yumi
Yumi, yumi, yumi is het volkslied van Vanuatu. Het wordt gezongen in het Bislama. Yumi, yumi, yumi (Wij, wij, wij) is sinds 1980 het officiële volkslied en gaat als volgt:
chorus
Yumi, Yumi, Yumi i glat blong talem se,
Yumi, Yumi, Yumi i man blong Vanuatu!
God i givim ples ya long yumi.
Yumi glat tumas long hem.
Yumi strong mo yumi fri long hem.
Yumi brata evriwan!
chorus
Plante fasin blong bifo i stap.
Plante fasin blong tedei.
Be yumi i olsem wan nomo.
Hemia fasin blong yumi!
chorus
Yumi save plante wok i stap.
Long ol aelan blong yumi.
God i helpem yumi evriwan.
Hem i papa blong yumi!
chorus

## Vertaling
Vertaald in het Nederlands:
refrein
Wij, wij, wij zijn blij u te verkondigen,
Wij, wij, wij zijn de mensen van Vanuatu!
God heeft ons dit land gegeven.
Wij zijn erg blij en verheugd.
Wij zijn sterk en leven in een vrij land.
Wij zijn allemaal broeders!
refrein
Vele tradities hebben wij.
Veel nieuwe wegen worden gevonden.
Wees tezamen één persoon.
Gebonden zullen wij voor altijd zijn!
refrein
Wij hebben nog veel werk te doen.
Op al onze eilanden.
God helpt ons allen.
Hij is de Vader van ons!
refrein
Onafhankelijke staten: Australië · Fiji · Kiribati · Marshalleilanden · Micronesia · Nauru · Nieuw-Zeeland · Palau · Papoea-Nieuw-Guinea · Salomonseilanden · Samoa · Tonga · Tuvalu · Vanuatu
Afhankelijke gebieden: Amerikaans-Samoa · Cookeilanden · Frans-Polynesië · Guam (onofficieel) · Nieuw-Caledonië · Niue · Noordelijke Marianen · Norfolk · Pitcairneilanden · Tokelau-eilanden · Wallis en Futuna